# Mercury Commuter
La Mercury Commuter era la station wagon full-size meno costosa prodotta dalla Mercury tra il 1957 e il 1968.

## Storia
Quando fu introdotta nella linea Mercury, la Commuter occupò il segmento inferiore alle altre due familiari full-size della casa, cioè Voyager e Colony Park. Nei primi due anni di commercializzazione era disponibile in versioni a due o a quattro porte, mentre a partire dal 1959 fu venduta solo in quest'ultima variante. La Commuter fu temporaneamente rimossa dalla gamma Mercury nel 1963, dando maggiore spazio alla Meteor, per poi essere reintrodotta l'anno successivo. Venne definitivamente eliminata nel 1968, insieme alle altre full-size Montclair e Park Lane.